# Villa Paleari
La Villa Paleari è una villa signorile eclettica della seconda metà dell'Ottocento sita a Desio (Monza e Brianza) in via Borghetto.

## Storia
Il massiccio blocco dell'edificio, soffocato in parte dalle corti attigue, si affaccia sulla via con la facciata laterale minore, davanti alla portineria della villa Arienti Lissoni, con la cancellata d'accesso disassata rispetto alla villa, ma contrapposta a quella della succitata villa Lissone, creando così un piccolo slargo più organico e funzionale per la svolta agevole delle carrozze.
La villa è costituita da un volume compatto, sviluppato su tre piani con un certo slancio verticale dato dalla torretta belvedere di forme orientaleggianti posta in posizione centrale sulla sommità del tetto.